# النهضة الجديدة
قرية النهضة الجديدة هي إحدى القرى التابعة لمركز دكرنس في محافظة الدقهلية في جمهورية مصر العربية. حسب إحصاءات سنة 2006، بلغ إجمالي السكان في النهضة الجديدة 3958 نسمة، منهم 1927 رجل و2031 امرأة.